# Lara (Australien)
Lara är en del av en befolkad plats i Australien. Den ligger i kommunen Greater Geelong och delstaten Victoria, omkring 54 kilometer sydväst om delstatshuvudstaden Melbourne. Antalet invånare är 15 520.
Runt Lara är det mycket glesbefolkat, med 4 invånare per kvadratkilometer.. Närmaste större samhälle är Geelong, omkring 15 kilometer söder om Lara.
Trakten runt Lara består till största delen av jordbruksmark. Genomsnittlig årsnederbörd är 744 millimeter. Den regnigaste månaden är juni, med i genomsnitt 113 mm nederbörd, och den torraste är januari, med 31 mm nederbörd.